# Lantic
Lantic település Franciaországban, Côtes-d’Armor megyében. Lakosainak száma 1799 fő (2022. január 1.). Lantic Binic-Étables-sur-Mer, Pléguien, Plélo, Plourhan, Trégomeur, Tréguidel és Pordic községekkel határos.

## Népesség
A település népességének változása:
| Lakosok száma | 725  | 940  | 1075 | 1399 | 1659 | 1657 | 1672 | 1716 | 1744 | 1799 |
|               | 1968 | 1982 | 1990 | 2006 | 2013 | 2015 | 2017 | 2019 | 2020 | 2022 |